# 제네바 노면전차
제네바 트램웨이 네트워크(프랑스어: Réseau tramway de Genève)는 스위스 제네바에 있는 대중교통 시스템의 핵심 요소를 형성하는 트램웨이 네트워크이다. 제네바 대중교통(Transports Publics Genevois, TPG)에서 운영하며 제네바 트롤리버스 시스템과 제네바 버스 시스템으로 보완된다.
1862년에 개설된 이 네트워크는 1920년까지 주변 시골의 많은 지역에 서비스를 제공할 만큼 충분히 성장했다. 그러나 1960년까지 단 한 줄로 축소되었다. 1995년 이후로 크게 확장되었다. 현재 5개의 트램 노선이 있으며 추가 확장이 계획되어 있다.

## 역사
제네바와 스위스의 첫 트램은 1862년 6월 19일 뇌브광장와 카루주 사이에 마차 트램웨이가 개통되면서 운행되었다. 1889년에는 증기 트램웨이가 개통되었고 1894년에는 제네바 최초의 전기 트램이 운행되기 시작했다. 마침내 1899년에 TPG의 전신인 제네바 전기 트램 회사(CGTE)가 출범했다.
CGTE는 다양한 시스템을 통합하는 것을 목표로 설정했다. 모든 라인은 전철화되어 균일한 미터궤로 변환되었다.
1904년 거의 3개월 동안 CGTE는 스위스에서 가장 가파른 접착철도도 운영했다. 경사는 11.8%에 달했지만, 가파른 경사로 인한 위험으로 인해 이 라인은 순식간에 사라졌다.
1920년대에 도시와 주에는 도시 및 교외 트램웨이의 대규모 네트워크가 있었다. 1923년 현재 총 120km의 트램웨이가 건설되었다. 네트워크는 시골로, 심지어 국경을 넘어 프랑스까지 확장되었다.
1925년에 CGTE는 도시 간 노선을 버스 운행으로 전환하기 시작했다. 이 과정은 시내 중심가에서 계속되었으며 노선이 부분적으로 트롤리버스로 대체되었다. 1969년까지 네트워크는 12번 라인(Moillesulaz-카루주) 이 운행하는 단 하나의 8km 길이의 트램웨이로 축소되었다. 트램 카의 우수한 기술 조건과 아직 폐기되지 않았다는 사실로 인해 마지막 트램웨이가 잠정적으로 유지되었다.
1970년대에 메렝과 오네의 상대적으로 큰 교외 지역 사회를 적절하게 현대적인 경전철로 다시 한번 나머지 트램웨이와 연결하는 개념이 개발되었다. 그러나 이러한 모든 아이디어와 중기적으로 나머지 인프라를 유지 관리하는 데 필요한 투자는 민간 소유 CGTE의 능력을 초과했다. CGTE의 국유화를 요구하는 대중적 발의가 채택되었고 1977년 1월 1일 CGTE는 제네바주의 자치 정부 기관인 TPG로 전환되었다.

### 부활(1977-1992)
1978년에 ‘새로운’ TPG의 후원으로 마지막 남은 트램웨이의 트랙이 갱신되었다. 제안된 새로운 라인의 계획이 해결되었다. 그러나 1988년 6월 12일 대중 교통에 관한 새로운 주법이 채택되면서 최초의 콘크리트 건물 제안이 제출되었다. 1995년부터 이러한 제안은 더 큰 네트워크 확장의 기초가 되었다.
그 당시에는 기존 작업의 가장 시급한 현대화가 이미 발생했다. 1984년, 랑시의 바쉐드프제에서 새로운 바쉐 트램 정류장에서 건설 작업이 시작되었다. 새로운 시설을 기존 네트워크와 연결하기 위해 1987년 9월 27일에 12호선 노선이 카루주에서 바쉐까지 1km 연장되었다. 바쉐의 사이딩 및 유지 보수 시설은 1988년에 열렸고 1990년에는 관련 트램 및 선로 건설 작업장이 시운전되었다. 마침내 1992년에 새 행정관이 문을 열었다. 그 이후로 TPG의 본부였다.
1987-1989년에 TPG는 프로토 타입 Be 4/6 741번 트램은 1984년에 TPG 함대에 합류했다. 새로운 트램은 뒤바크 및 BBC / ABB와 협력하여 보주의 빌뇌브에 있는 브베의 기계 건축(ACMV)에서 공급했다. 이러한 차량을 나타내는 데 사용되는 구어체 표현 "DAV"는 뒤바크– 아텔리에 드 브베의 약어이다. 이 새로운 조달에 따라, 새로운 트램을 주문할 때 새로운 13번과 16번 라인의 도입을 포함한 미래의 네트워크 확장이 이미 고려되었기 때문에 TPG의 기존 오래된 트램 함대는 완전히 철회될 수 있다.

### 네트워크 확장 (1992–2006)
1988년 제안된 새로운 네트워크 확장 프로젝트에 대한 국민투표는 실패했다. 따라서 네트워크 개발의 첫 번째 단계는 중앙 플랑팔레 – 카루주 – 바쉐 – 펄레트 – 아카시아 –플란팔레 링 링크의 건설이었으며, 제네바에 있는 네이션즈 광장과 유엔 및 유엔 사무국까지 계속되는 론강을 건너 제네바-코르나방 기차역까지 연결되었다.
1995년 5월 28일 13호선(코르나방–바쉐)이 개통되었고, 트램이 론강 건너편으로 돌아왔다. 1997년 6월 28일에는 13호선 이 바셰에서 팔레트까지 연장되었고, 1998년 3월 28일에는 16호선(Moillesulaz-코르나방)이 개통되었다. 2003년 12월 14일에 13번 라인이 코르나방에서 Nations로 확장되었다.
다음 해인 2004년 12월 11일에 15번 라인 이 서비스를 시작했다. 그것은 랑시퐁루주에서 아카시아를 거쳐 플란팔레까지의 새로운 경로를 따라 달렸고 그곳에서 코르나방 역을 거쳐 Nations까지 계속되었다. 2005년 12월 10일부터 이 새로운 구간은 플란팔레에서 오비브 역까지 이어지는 17번 노선도 이용되었다.
2000년 이후 네트워크 확장으로 인해 철도 차량에 대한 수요가 증가함에 따라 더 많은 트램이 조달되었다. 처음에 TPG는 2004-2005년에 봄바르디에 교통에 21대의 플리시티 아웃룩 시터러너를 주문했으며, 다른 17대의 차량에 대한 옵션을 제공했다. 옵션은 2007년 말에 행사되었다.
2006년 5월 13일에 펄레트와 랑시퐁루주 사이의 새로운 구간이 서비스를 시작하면서 링 링크가 완료되었으며 네트워크 확장의 첫 번째 단계가 완료되었다. 새로운 링 링크 구간은 15호선과 17호선을 각각 펄레트와 바쉐로 확장하는 데 도움이 되었다. 링 링크가 완성된 날부터 이 노선을 운행하는 4개의 트램 노선인 12, 13, 15, 17번 노선은 더 이상 그곳에서 종점하지 않고 지정된 정류장에서 번호를 변경했다. 12번 노선은 바쉐 정류장에서 17번 노선으로, 13호선 팔레트 정류장에서 15호선이 되었다. 2009년에는 라인이 링 링크를 서비스하는 방식에 또 다른 변경이 있었다. 12호선은 펄레트 정류장에서 라인 15로 전환하기 시작했고, 라인 13호선은 펄레트 루프에서 되돌리기 시작했으며, 17호선은 랑시퐁루즈 루프에서 역행했다.

### TCMC와 TCOB 건설 (2007–2011)
다음 네트워크 확장 단계에는 2006년 초에 건설이 시작된 트램 코르나방-메렝-CERN (TCMC) 프로젝트와 스위스 연방 의회가 2007년 1월에 양허를 승인한 트램 코르나방-오네- 베르넥스(TCOB)가 포함되었다.
코르나방과 아방셰 사이에 있는 TCMC의 첫 번째 구간은 2007년 12월 8일에 개통되었다. 처음에는 확장 라인 16(Moillesulaz-아방셰)과 새로운 라인 14(바쉐-아방셰)의 일부를 형성했다. 같은 날 17호선 이 오비브역에서 더 이상 사용되지 않는 쉔부르역까지 연장되어 오랜 공백 끝에 터미널 루프를 포함한 짧은 지역 지선의 정기 서비스를 부활시켰다.
첫 번째 TCMC 구간은 이중 트랙 구성으로 건설되었다. 그러나 아방셰의 임시 터미널 또는 메렝-그라비에 및 CERN의 영구 터미널에 풍선 루프가 없고 섬 플랫폼 이 있는 여러 역의 이 구간에 포함되어 양방향 차량의 독점적인 사용이 필요했다. 구간에서 서비스를 실행한다. 그 당시 함대의 Flexity Outlook 트램의 수가 다소 제한되어 있었기 때문에 TPG는 17대의 차량에 대해 기존 옵션을 행사하는 동안 Moillesulaz에서 12호선과 16호선을 이전에 연결했다. 종점을 중단해야 했다.
다양한 소식통에 따르면 TCMC(아방셰-메렝)의 두 번째 단계가 2009년 12월 12일에 열렸으며 메렝(Gravière) 구간의 서비스가 시작되었다. 2011년 4월 30일에 CERN 구간에서 작업이 시작되었다.
2011년 말에 론강의 두 번째 횡단을 포함하는 베르넥스 P+R로 향하는 TCOB 노선이 개통되었다. 이 노선의 첫 번째 – 매우 짧은 – Coutance와 제네바-코르나방 역 사이, 2010년 12월 시간표 변경으로 이미 운영을 시작했다. 새로운 노선 18번이 노선에 운행되었으며 2011년 5월에 CERN으로 연장되었다.
TCOB 노선의 개통을 위해 TPG는 스위스 회사인 슈타들러 철도가 제작한 32대의 탱고 트램을 주문했다. Cityrunners와 마찬가지로 탱고 트램은 양방향이다.
베르넥스 P+R에 대한 새로운 경로가 위임된 후 네트워크가 단순화되었다. 이제 트램 노선은 4개뿐이다. 12, 14, 15 및 18. 이전 13, 16, 17번 노선의 사용은 중단되었으며 현재는 대부분의 트랙 구간에서 1개 노선만 운행된다. 이러한 변경으로 트램 운영이 간소화되지만, 이는 또한 도심 구간의 지점, 특히 제네바-코르나방역이 네트워크의 모든 부분에서 더 이상 도달할 수 없음을 의미합니다(예: 제네바-코르나방은 더 이상 12번 라인에서 직접 운행하지 않다.) 도중에 트램을 갈아타지 않아도 된다.

## 노선
| 노선 | 경로                                  | 개통년 | 현재 노선 | 노선상세                                                                                 | 정차 |
| ---- | ------------------------------------- | ------ | --------- | ---------------------------------------------------------------------------------------- | ---- |
| 12   | 랑시바셰역 ↔ Moillesulaz              | 1862   | 2018      | 랑시바셰역 – 카루주 – 플란팔레 – 벨에흐(Bel-Air) – Rive – Moillesulaz                    | 25   |
| 14   | 베르넥스-Vailly ↔ 메렝-그라비에       | 2007   | 2021      | 베르넥스-Vailly – 오네 – 프티랑시 – Stand – 코르나방역 – 아방셰– 메렝-그라비에           | 30   |
| 15   | 팔레트 ↔ Nations 경유 아카시아        | 2003   | 2006      | 팔레트 – 그랑랑시 – 아카시아 – 플란팔레 – Stand – 코르나방역 – Nations                   | 20   |
| 17   | 랑시퐁루주역 ↔ 안마스-Parc-Montessuit | 2019   | 2019      | 랑시퐁루주역 – 아카시아 – 플란팔레 – 벨에흐– Rive – Moillesulaz – 안마스-Parc-Montessuit | 26   |
| 18   | 랑시-바셰역 ↔ CERN                    | 2012   | 2018      | 랑시-바셰역– 카루주 – 플란팔레– 벨에흐 – 코르나방역 – 아방셰 – CERN                      | 28   |

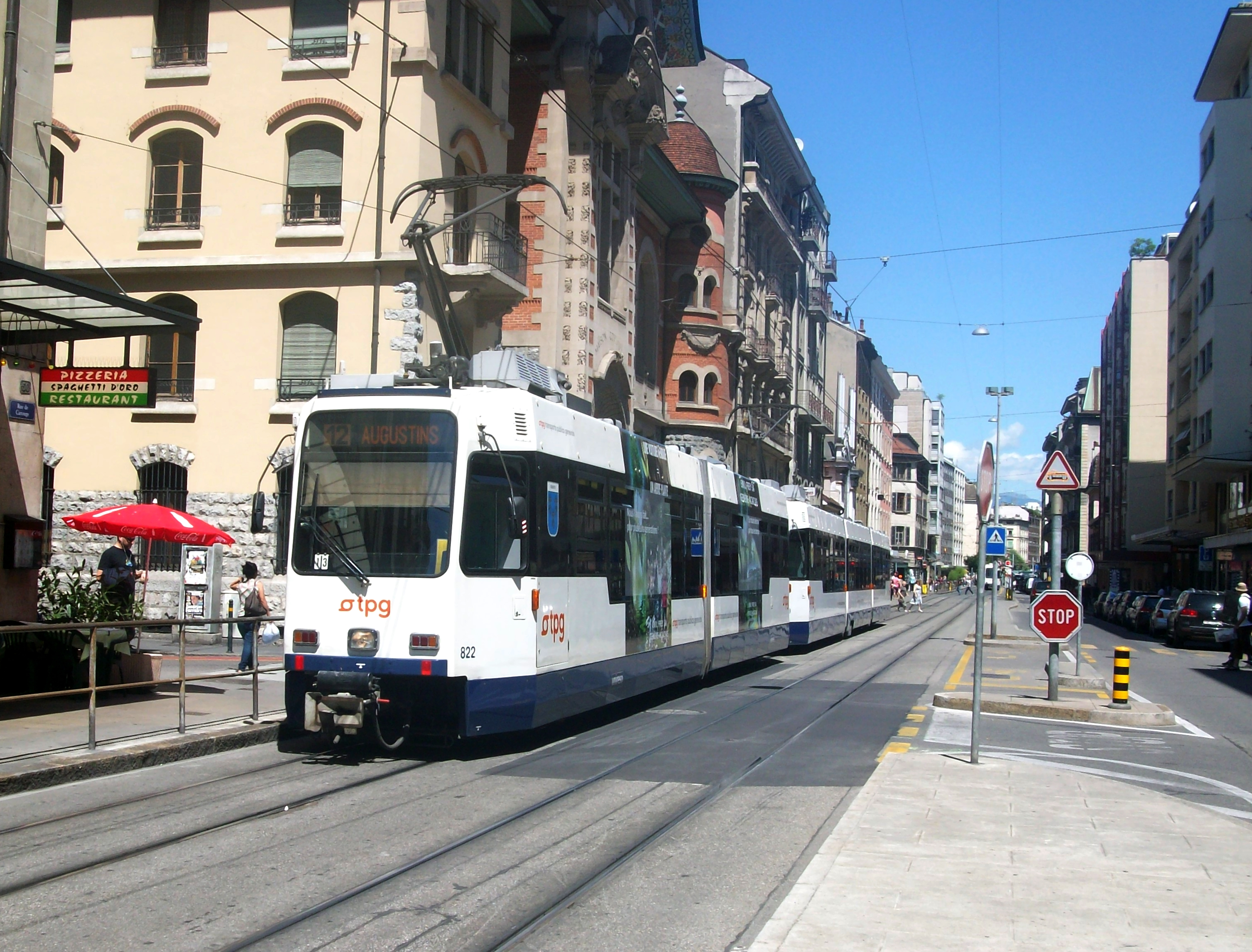
2012년 7월 12일, 뒤바크-브베 Be 4/6 트램 822호선의 운영 노선

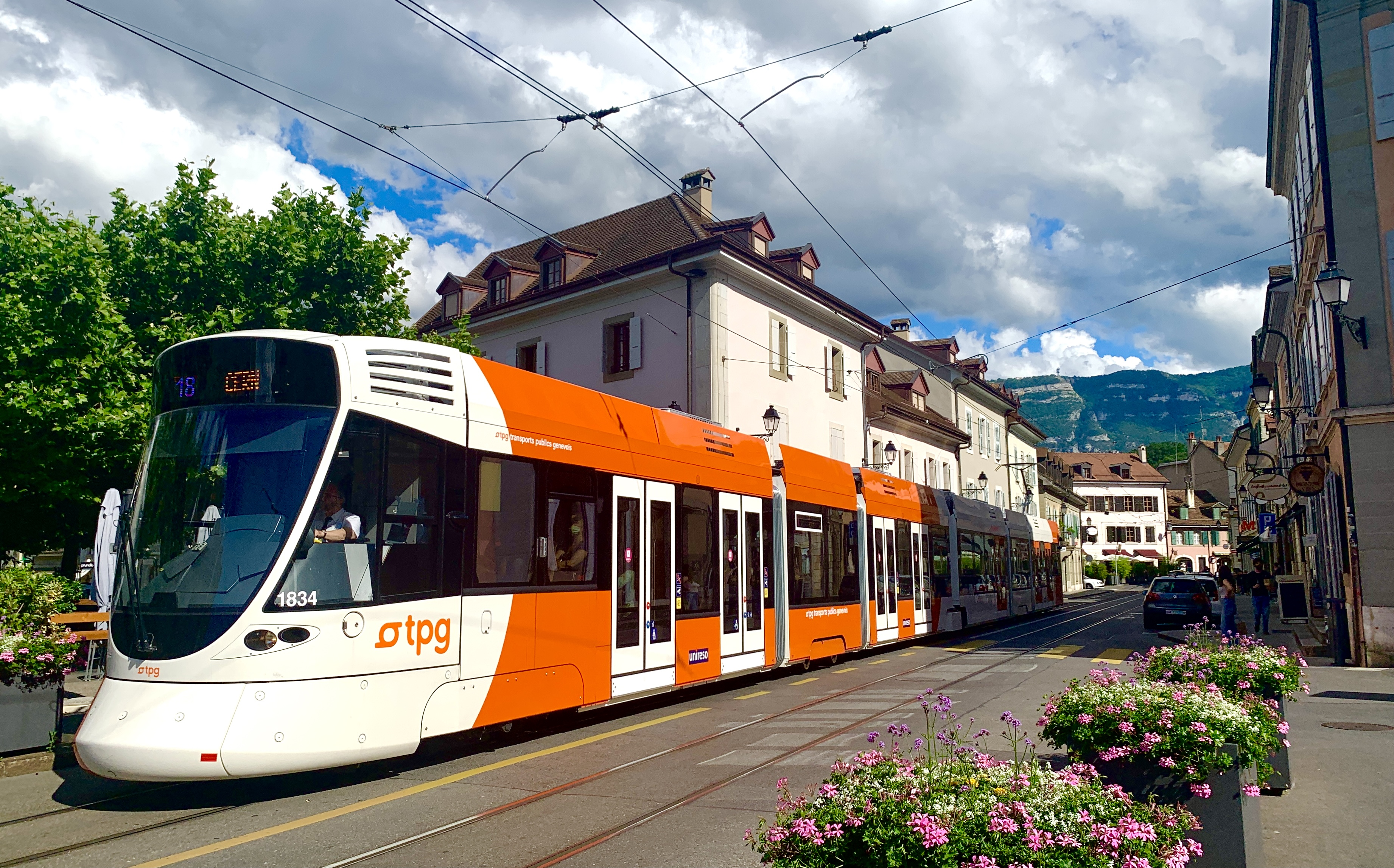
카루주의 슈타들러 탱고 트램

환승역다음 정류장에 위치하여 노선 간 환승을 가능하게 한다.:
- 제네바-코르나방역
- 벨에흐
- Stand
- 플란팔레

## 참고 자료
- Ploujoux, Gilbert; Calame, Bernard; Noir, Cédric (2010). 《Histoire des transports publics dans le canton de Genève》 [History of Public Transport in the Canton of Geneva] (프랑스어). 1: Le XIXe siècle [The 19th Century]. Genève: Éditions du Tricorne. ISBN 9782829303210.
- Ploujoux, Gilbert; Calame, Bernard; Elmiger, Gilbert; Noir, Cédric (2012). 《Histoire des transports publics dans le canton de Genève》 [History of Public Transport in the Canton of Geneva] (프랑스어). 2.1: Le XXe siècle (1re partie) [The 20th Century (Part 1)]. Genève: Éditions du Tricorne. ISBN 9782940450183.
- Schwandl, Robert (2010). 《Schwandl's Tram Atlas Schweiz & Österreich》. 베를린: Robert Schwandl Verlag. ISBN 978 3 936573 27 5. (독일어/영어)
- Willen, Peter (1978). 《Strassenbahnen der Schweiz. Triebwagen》 [Tramways of Switzerland. Motor Cars] (독일어). Zürich: Orell Füssli Verlag. ISBN 3-280-00998-7.